# عنقود الذؤابة

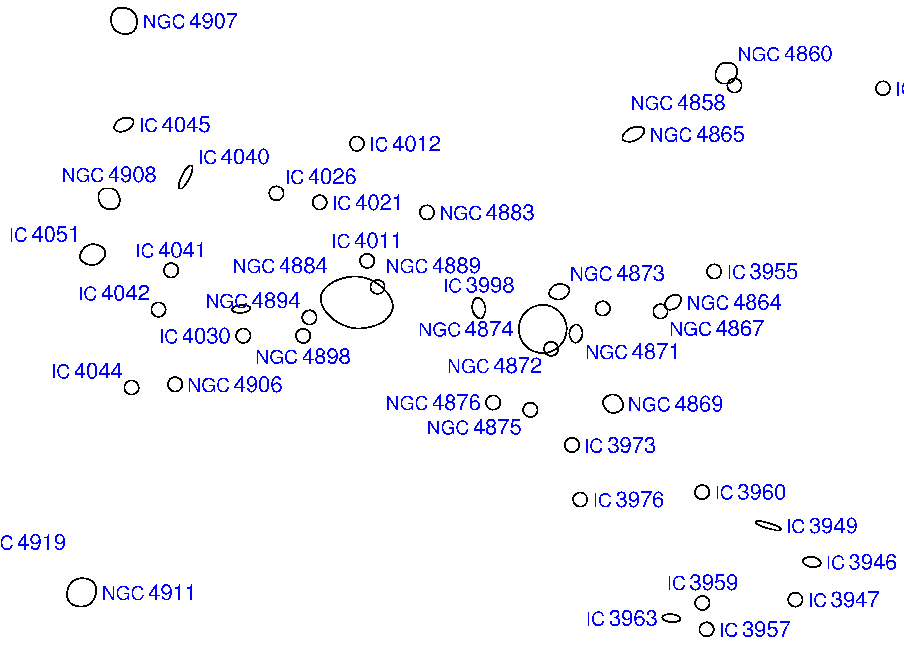
خريطة تبين توزيع مجرات عنقود الذؤابة.

عنقود الذؤابة (بالإنجليزية: Coma Cluster) (يسمى أيضًا آبل 1656)، هي مجموعة عدد من المجرات يبلغ عددها نحو 100 مجرة. ويشكل هذا مع عنقود الأسد المجري عنقود الذؤابة الفائق.
يبعد وسط هذا العنقود عنا نحو 320 مليون سنة ضوئية (بالمقارنة بقطر مجرتنا : تبلغ قطر مجرتنا نحو 150 ألف سنة ضوئية)
ويبلغ لمعان أشد تلك المجرات سطوعا بين 12 إلى 14 قدر ظاهري مما يحتاج إلى تلسكوبات للهواة أكبر من قطر 20 سنتيمتر. ويسيطر على مركز العنقود مجرتان إهليجيتان NGC 4874 و NGC 4889. ويبعد العنقود عن القطب الشمالي بعدة درجات قوسية . وتشكل المجرات الإهليجية معظم مجرات ذلك العنقود.

## توزيع المجرات

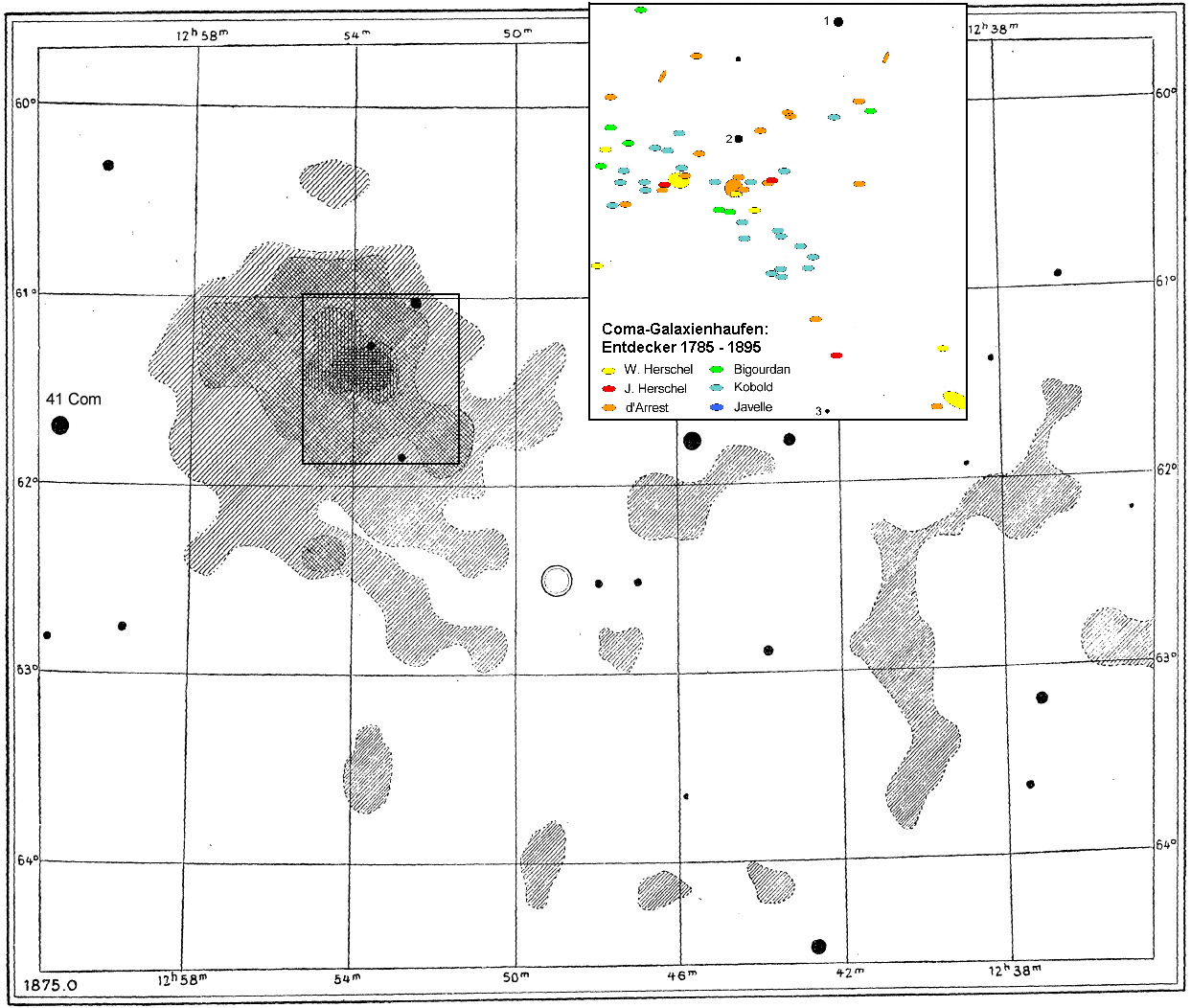
عنقود الذؤابة: كثافة توزيع المجرات طبقا لتصوير قام به "ماكس ولف " عام 1901 ، ومقارنتها بما كنا نعرفه عن عدد المجرات فيه بين عامي 1785 و 1895 (مربع الوسط) ، التي قام بها "وليام هيرشل " بالرؤية بالتلسكوب.

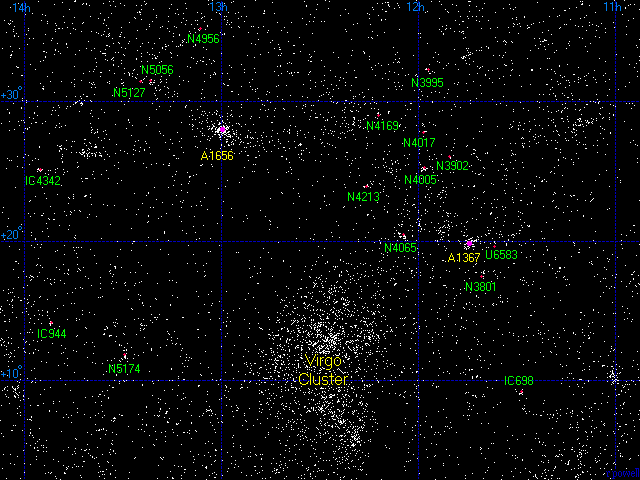
خريطة عنقود الذؤابة الفائق. وأمامه مجموعة مجرات العذراءVirgo cluster. (أنقر لتكبير الصورة)

ليست المجرات موزعة بالتساوي في السماء، وإنما توجد في مجموعات وعناقيد أكبر تحوي عدد من المجموعات . ويعتقد العلماء أن هذا اتوزيع قد بدأ مبكرا عند نشأة الكون، حيث كان في هيئة مادة موزعة مشابهة لتوزيع رغوات تحت قوة الجاذبية.
تتكون العناقيد الكبيرة من آلاف المجرات التي تدور في أفلاك هائلة حول مزكز ثقل العنقود بسرعات تبلغ 500 كيلومتر في الثانية . تتوزع تلك المجرات في حجم يبلغ قطره من 3 إلى 5 مليون فرسخ فلكي . وتبلغ الكتلة الكلية للمجرات في العنقود بين 1014 و 1015 كتلة شمسية. ويشغل وسطها في الغالب إحدى المجرات الحلزونية الكبيرة. يتكون العنقوم من مجموعات مجرات تختلف فيها كثافة توزيع المجرات .
يرى عنقود الذؤابة عاليا في السماء بالقرب من القطب المجري الشمالي، أي بعيدا عن منطقة الحوصلة المجرية لمجرتنا، مجرة درب التبانة المليئة بالغاز والغبار الكوني، الشيء الذي يتيح رؤية المجموعة بوضوح . لهذا يمكن أيضا رؤية بعض المجرات القريبة التي يبلغ بعدها عنا بين 20 إلى 40 مليون سنة ضوئية أيضا بوضوح. ويبدو خلفهم جزء من عنقود العذراء المجري على بعد 50 إلى 70 مليون سنة ضوئية ثم نرى خلفها عنقود الذؤابة. الذي يبعد عنا 300–450 مليون سنة ضوئية. كما يمكن لتلسكوبات كبيرة مثل تلسكوب هابل الفضائي الرصد خلف هذه المسافة ورؤية تشكيلات مجموعات مجرات . وقد بينت أرصاد مسح بالومار للسماء في زاوية الرؤية المذكورة باتساع 3° وجود نحو 7000 مجرة في كوكبة العلبة (انظر الوصلة الخارجية 4) حتى قدر ظاهري 21 ، وهو يمتد سحيقا بعد عنقود في أعماق الكون .
بالإضافة إلى العنقودين المجريين المذكورين، وجد الباحثون خلال السنوات القليلة الماضية مجموعات كثير أصغر من المجرات في مناطق أخرى من السماء وقاموا بدراستها، من ضمنها مجموعة مجرات مسييه 81 وعنقود النحات المجري. وتدرس عناقيد مجرات أبعد منها فيما تشكيلات يسمى عناقيد مجرات تباعا مع تطوير وبناء أجهزة أكبر أحكاما عن سالفتها، مثل رصد ودراسة المجرات في اتجاه كوكبة قنطورس والدب الأكبر والجاثي وحامل رأس الغول /الحوت وكوكبة الشجاع (أنظر الوصلات الخارجية). وعند تثبيت أحد التلسكوبات الكبيرة لتصوير أحد الحقول في أعماق الكون لا نزال نرى أعدادا لا حصر لها من المجرات تبعد عنا أبعادا سحيقة، كما نجد من بينها مجرات تظهر لنا مشوهة في شكل أقواس تحت تأثير عدسة الجاذبية تكون بيننا وبينهم، حيث تحني تلك العدسات الجاذبية أشعة الضوء القادم إلينا منها وتغير من شكلها .

## معرض صور

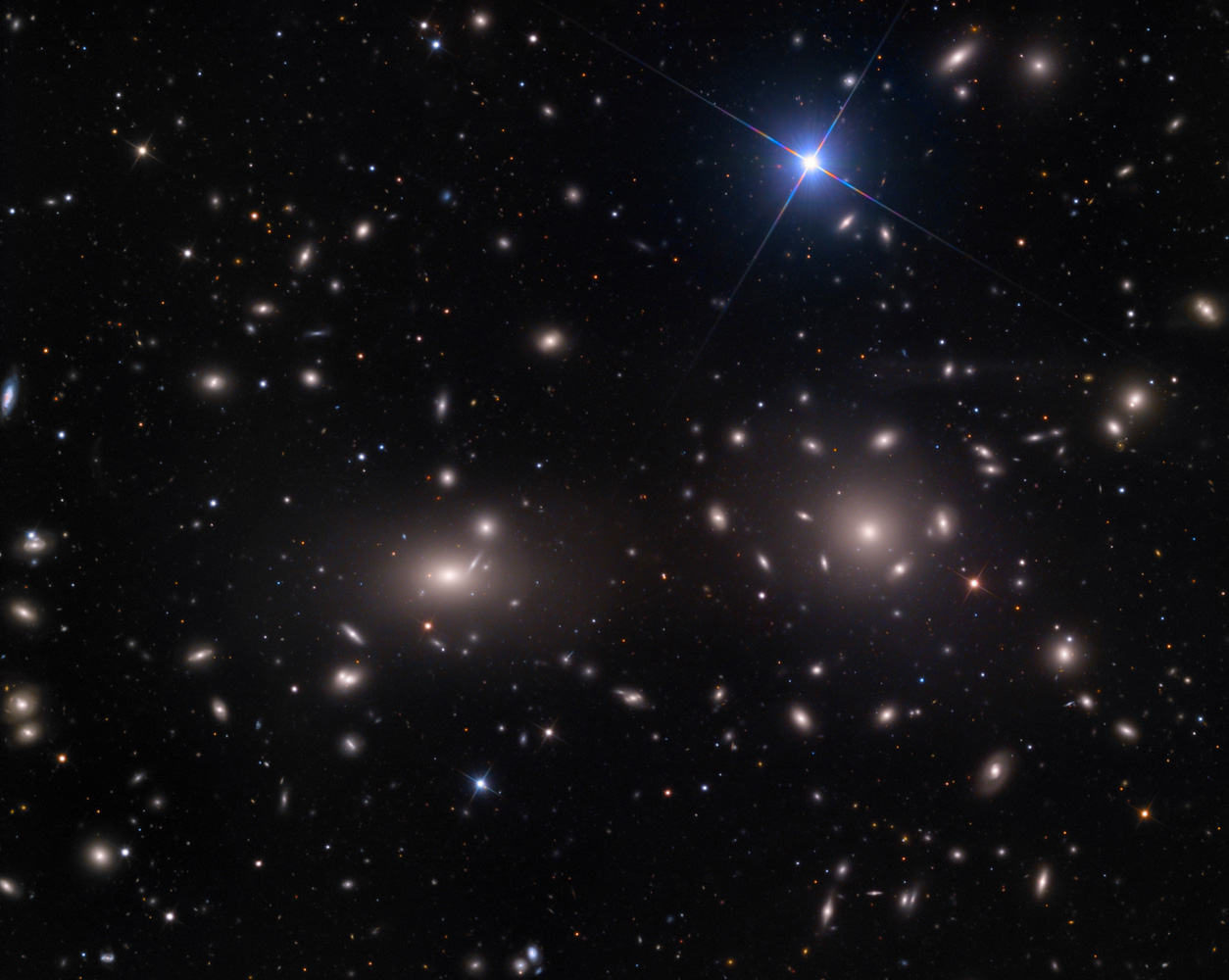
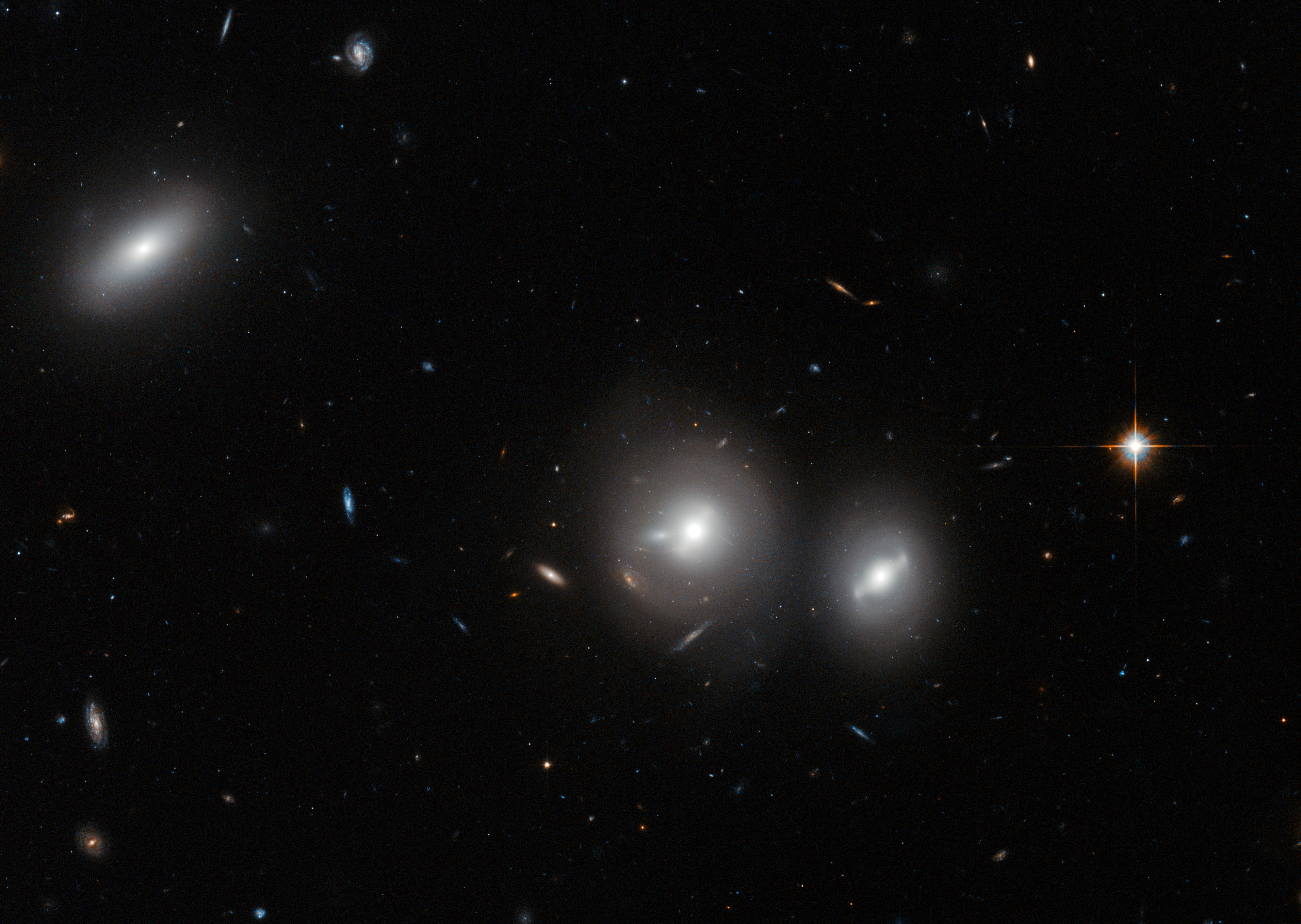
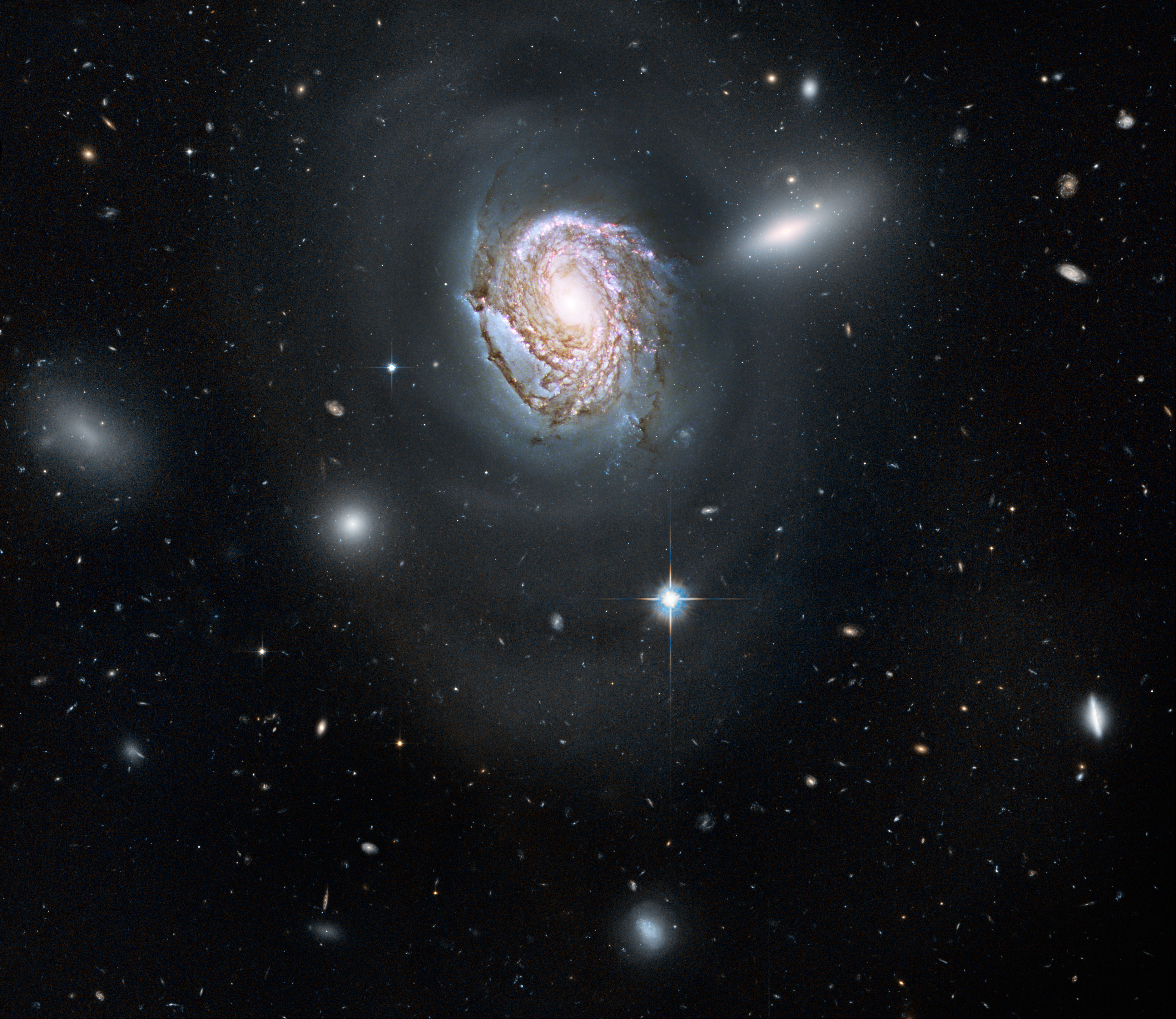
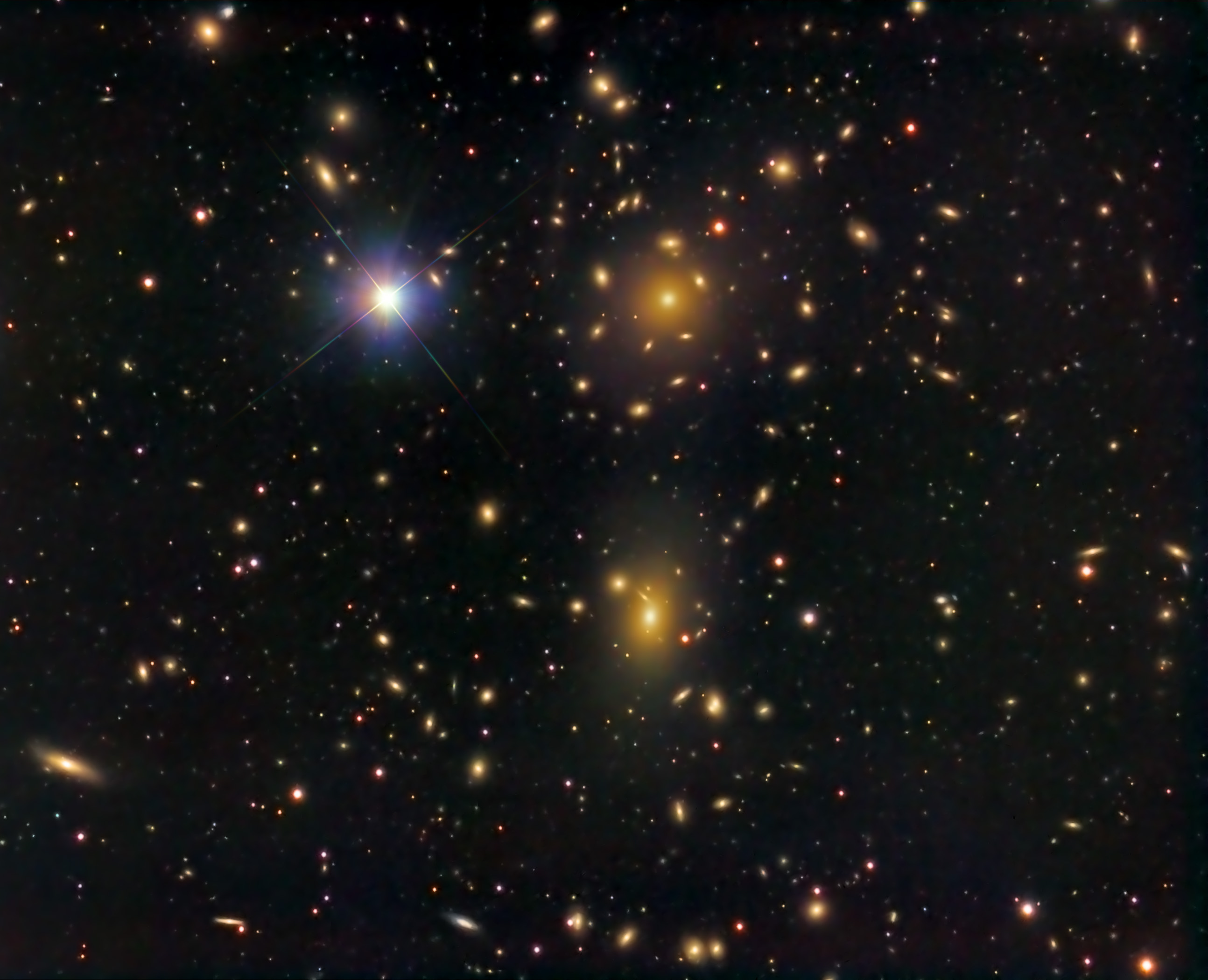

## اقرأ أيضا
- عنقود العذراء المجري
- عنقود العذراء الفائق
- الحقل العميق الأول لويب
- مجموعة مجرات الكور
- مجموعة مجرات السلوقيان 1
- nGC 4881
- الانفجار العظيم
- خط زمني للانفجار العظيم
- نجم نيوتروني
- ثقب أسود
- أبل 370
- عنقود الأسد المجري
- أبل 1689
- عنقود مجرات SMACS 0723

## وصلات خارجية
- موقع الكون في الإنترنت